# Casasco d’Intelvi

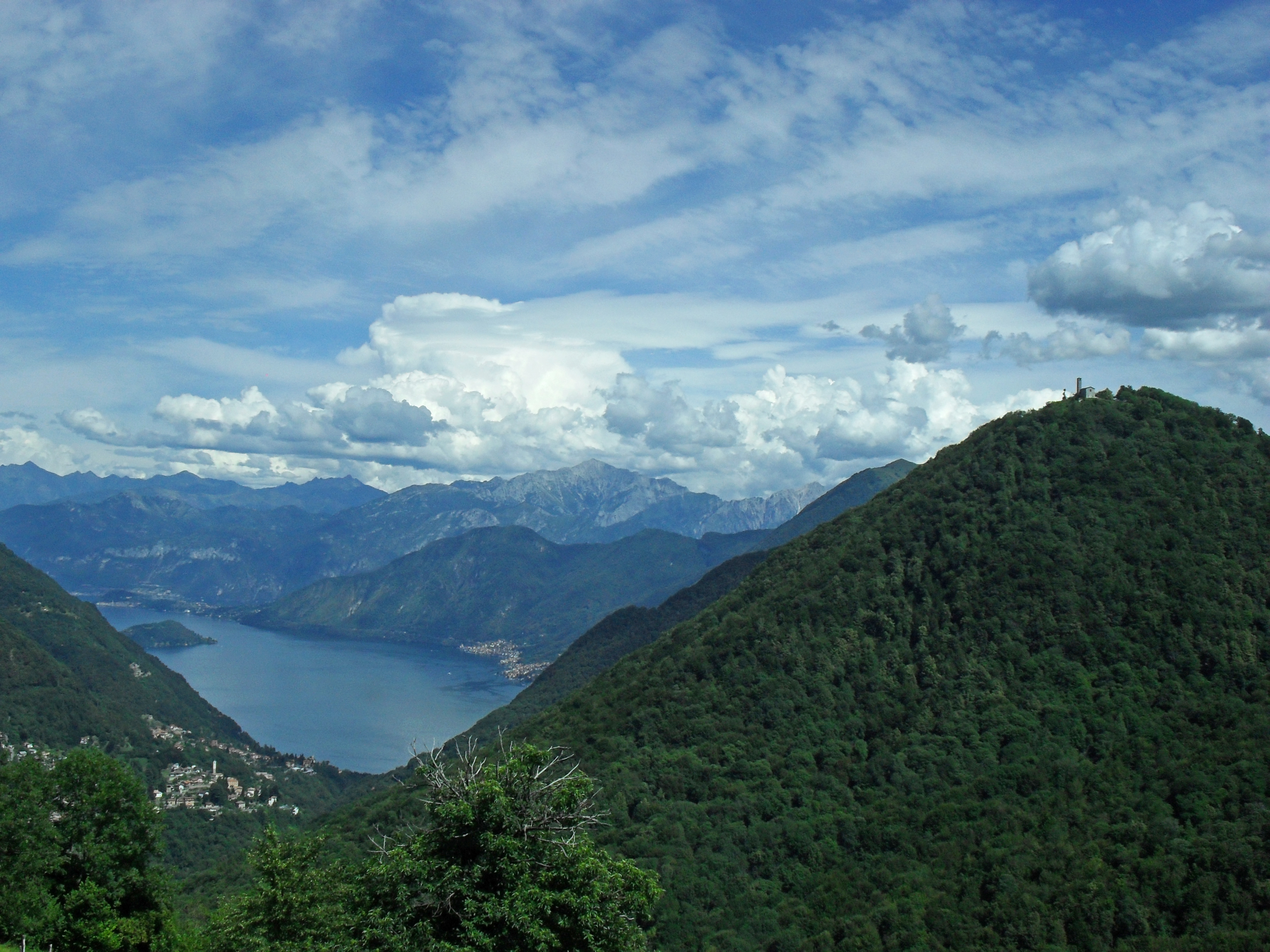
Blick von Casasco d’Intelvi auf den Comersee

Casasco d’Intelvi (bis 1863 einfach Casasco, Casàsch im Comer Dialekt) ist eine norditalienische Ortschaft in der Lombardei in der Provinz Como mit zuletzt 484 Einwohnern (Stand 31. Dezember 2016).

## Geographie

Wappen

Der Ort liegt etwa 15 Kilometer nordnordwestlich von Como im Val d’Intelvi und mit einer Exklave an der Schweizer Grenze. Casasco d’Intelvi gehört zur Comunità Montana Lario Intelvese.

## Geschichte
Sie war bis zur Gründung der Gemeinde Centro Valle Intelvi zum 1. Januar 2018 eine eigene Gemeinde (comune).

## Sehenswürdigkeiten
- Kirche San Maurizio Martire[2]
- Oratorium Vergine del Carmelo[3]
- Museo etnografico della civiltà contadina[4]

## Persönlichkeiten
- Künstlerfamilie Ferrandino/Ferradini[5]
  - Leonardo Ferrandino (* um 1555 in Casasco d’Intelvi; † nach 1580 in Genua), Architekt, Stuckateur[6][7]
  - Alessandro Ferrandino (* um 1570 in Casasco d’Intelvi; † nach 1622 in Genua), Bildhauer, Marmorhändler in Genua[8][7]
  - Giuseppe Ferrandino (* um 1593 in Casasco d’Intelvi; † nach 1649 in Genua), Bildhauer[9]
  - Giovanni Battista Ferrandino (* um 1595 in Casasco d’Intelvi; † nach 1657 ebenda), Sohn des Alessandro, Bildhauer[10][7]
  - Giovanni Battista Ferrandino (* um 1610 in Casasco d’Intelvi; † nach 1657 in Cremona), ein italienischer Bildhauer[11][12]
  - Giovanni Battista Ferrandino (* um 1700 in Casasco d’Intelvi; † nach 1748 in Güglingen ?), ein italienischer Maler[13]
  - Marco Ferradini (* Como, 28. Juli 1949) (Herkunftsort Casasco d’Intelvi), Sänger.

- Leonardo Mirano (* 1577 in Casasco d’Intelvi; † 26. April 1637 in Genua), Bildhauer Schüler von Taddeo Carlone[14]
- Francesco Giuliano Pedetti (* um 1685 in Casasco d’Intelvi; † 1748 in Eichstätt ?), Marmorbildhauer, Architekt[15][16][17].
- Maurizio Pedetti (* 13. Oktober 1719 in Casasco d’Intelvi; † 14. März 1799 in Eichstätt), Sohn des Francesco Giuliano, Architekt des Spätbarocks in Deutschland.